# Hans-Joachim Weise
Pour les articles homonymes, voir Weise.
Hans-Joachim Weise, né le 15 novembre 1912 et mort le 24 février 1991, était un marin allemand. 
Il était sacré champion olympique de voile en épreuve de quillard deux équipiers Star open aux Jeux olympiques d'été de 1936 de Berlin, en compagnie de Peter Bischoff.